# Чернівецький ліцей №5 «Оріяна»
Чернівецький ліцей № 5 «Оріяна» — навчальний заклад у місті Чернівці.

## Історія навчального закладу

### Австрійський період

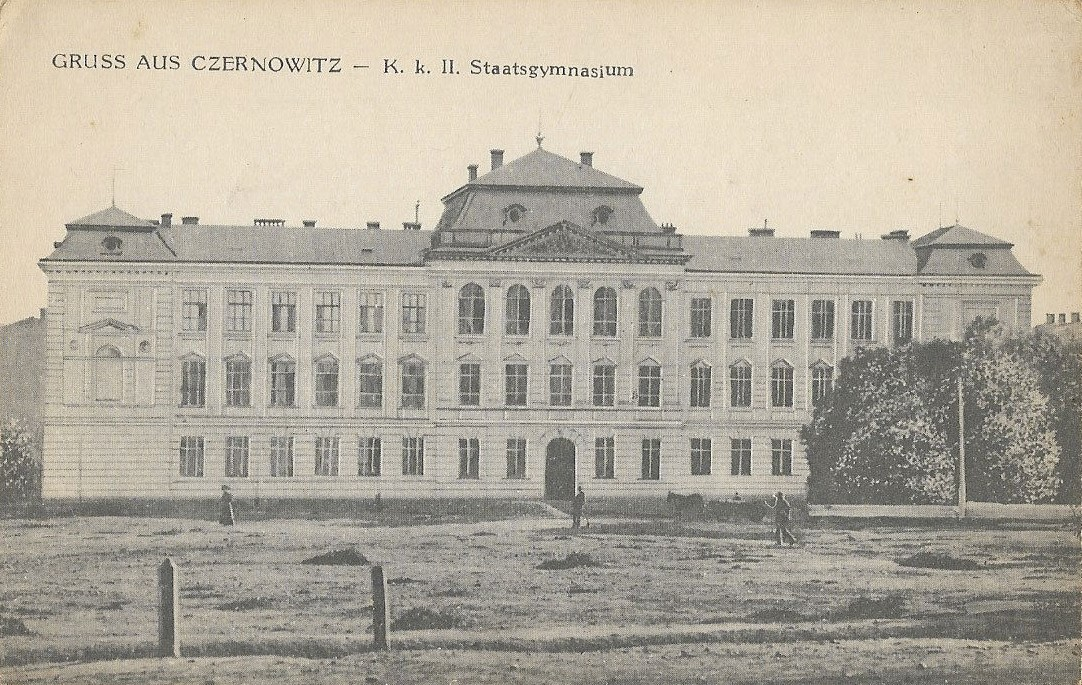
Ц. к. ІІ Державна Гімназія в Чернівцях (1899—1901)

Питання щодо відкриття національної гімназії для руського населення краю почало порушуватися після революційних подій сер. ХІХ ст.

Особливо гостро проблема постала з відкриттям 4 жовтня 1875 р. Чернівецького університету (в тому числі із кафедрами славістики і руської філології), до якого не могли вступити буковинські русини через відсутність української класичної гімназії, де вони могли б здобути матуру.

З 1880-тих ідею створення національного навчального закладу в столиці Буковини активно підтримували посли до Імперської Ради та крайового сейму професор університету Степан Смаль-Стоцький та Єротей Пігуляк.

29 листопада 1893 року відбулося спеціальне засідання Буковинської крайової шкільної ради, яка звернулася з офіційним клопотанням до Міністерства віросповідань і освіти Австрії у справі відкриття української гімназії у Черновицях.

За два роки, 28 листопада 1895 року на бюджетній комісії Рейхсрату міністр віросповідань та освіти оголосив про позитивне вирішення цього питання з 1896/97 навчального року. У вересні 1896 р. почала офіційно функціонувати Цісарсько-королівська Державна Нижча гімназія в Черновицях (нім. K. k. Staats Untergymnasium in Czernowitz) з паралельними німецькими та українськими класами.
Спочатку вона знаходилася на вулиці Шкільній (нім. Schulgasse), а після завершення будівництва у 1901 р. нової «Будівлі німецько-української гімназії» на тогочасній пл. Фердинанда (нім. Ferdinandsplatz) навчальний заклад розмістився за новою адресою. У цей період в гімназії навчалися 380 учнів, з яких 164 українських, 145 німецьких, 65 польських, 3 румунських та 3 інших. За релігійною приналежністю гімназисти розподілялися наступним чином: 109 юдеїв, 105 православних, 79 римо-католиків, 65 греко-католиків, 12 вірмено- католиків, 10 протестантів.
Водночас, у 1901/02 навчальному році гімназія отримала новий статус — Ц. к. ІІ Державна Гімназія в Черновицях (нім. K. k. II Staats Gymnasium in Czernowitz). Це означало те, що вона стала повною гімназією. Навчання тривало 8 років і випускники отримували право вступати до всіх вищих навчальних закладів імперії. Значну допомогу у налагодженні навчального процесу в Ц. К. ІІ Державній Гімназії надавав спеціально створений фонд її підтримки, засновниками якого були перший директор гімназії Вінцент Фавстман, бургомістр Антон Кохановський, посол Микола Василько та інші відомі громадяни міста — адвокати, купці, банкіри, землевласники, лікарі. Зокрема, було добре укомплектовані книгами і підручниками дві бібліотеки: німецька та українська. Крім того, з фонду присуджувались стипендії біднішим гімназистам, а хворим «Аптека Барбера» видавала безкоштовні ліки. Так, у 1911 році, коли гімназія вже остаточно зміцнилася, нараховуючи всі 8 класів у своєму складі, число учнів у ній сягало 771, з яких буковинців було 586. Причому, із загального числа учнів повністю було звільнено від плати за навчання 442, частково — 6. Слід відзначити ще одну характерну рису: в українських паралельних класах училися і представники інших національностей: поляки, чехи, угорці, євреї, німці. Тому вони поділялися на дві групи — ті, що володіли українською мовою, і ті, що її не знали.
У листопаді 1918 року на базі українських паралельних класів була відкрита Українська гімназія, на базі німецьких паралельних класів — Німецька гімназія. До 1918 р. гімназії підпорядковувались міністерству віровизнань та освіти Австро-Угорщини та Буковинській крайовій шкільній раді. Згуртованість і жертовність громадськості Буковини у справі становлення і зміцнення бази української середньої загальноосвітньої школи краю мала б бути повчальною та гідною наслідування і в наш час. Хоч ІІ-а гімназія була утраквістичною, тобто німецько-українською, і хоч у ній переважав німецький елемент, вона все ж відіграла важливу роль у підготовці і формуванні інтелектуальної сили української спільноти Буковини, у пробудженні національної і громадянської самосвідомості буковинських українців. Українські професори-патріоти виховали собі гідну зміну.
Серед вихованців не можна обійти мовчанкою «сокола з гір зелених Буковини», поета-лірика Володимира Кобилянського, який, хоч і помер передчасно, залишив по собі помітний слід в українській літературі. Так само не стерто з пам'яті нащадків й ім'я колишнього гімназиста, замордованого в гулагівських таборах поета Дмитра Загула, на честь якого в наш час встановлена обласна літературна премія. Таким чином, за австрійських часів утраквістична гімназія була значним вогнищем українства і цілком закономірно в переддень розпаду Австро-Угорської імперії на її фронтоні з'явився жаданий напис «Державна Українська Гімназія». Активну участь в становленні навчального закладу брали члени «Українського Народного Дому», які в 1896—1901 рр. надавали частину приміщення для проживання позаміських гімназистів. Водночас очільником товариства Володимиром Ясеницьким було організовано збір коштів для будівництва бурси ім. Ю. Федьковича. Архітектором цієї будівлі був Вільгельм Кунс, а керівником будівництва — Юрій Бохман. Для реалізації проєкту «Український Народний Дім» взяв в банку 70 тис. крон, крайовий сейм надав 20 тис. крон, 10 тис. крон були добровільними внесками української громади.
1 вересня 1906 року будівництво бурси на тогочасній вул. Садовій (нім. Gartengasse, нині вул. Ю.Федьковича, буд. 16 — корпус Чернівецького політехнічного коледжу) було повністю завершено. Гуртожиток для українських дітей був великим скарбом для українців Буковини, які віддавали своїх дітей на навчання до української гімназії, внаслідок чого їх кількість у гімназії значно зросла.
Директорами були: К. Козак, Агенор Артимович, П. Клим; педагоги: М. Кордуба, В. Кміцикевич, Ю. Кобилянський, А. Клим, М. Равлюк.
У 1913 гімназія мала 560 учнів і 34 учителі. За недовгий час вона виховала багато української інтелігенції на Буковині.

### Румунський період
Після румунської окупації Північної Буковини (1918) почалася поступова румунізація закладу, незважаючи на те, що наказом Державного секретаріату в справах освіти Буковини від 25 грудня 1918 року «Про створення національних гімназій (ліцеїв) у Чернівцях», окрім румунських, німецької, єврейської і польської гімназій, продовжувала діяти колишня Державна Українська Гімназія зі збереженням існуючого викладацького складу. Офіційною назвою закладу було визначено Чоловіча українська гімназія (рум. Gimnaziul de băeţi ucrainean). Вже в жовтні 1921 року гімназію було реорганізовано у «Чернівецький ліцей № 4», для вступу в який треба було скласти екзамен з румунської мови, а навчальний заклад перетворено на двомовний — румунсько-український. З 1925 р. освітню установу перейменовано на Державний ліцей ім. Великого Воєводи Міхая (рум. Liceul de stat “Marele Voevod Mihai”). Протягом наступних двох років українська мова викладалася тільки як факультативний предмет, а згодом була цілком скасована. Проте, навіть у цей період історії гімназії дух українства не згас остаточно: ним пройнялася і донька буковинського вчителя, уродженця Хоросткова Дмитра Макогона гімназистка Дарина, яка стала згодом відомою українською письменницею Іриною Вільде. У повісті «Повнолітні діти» (1938), було згадано про навчання в цій гімназії, про перше кохання. В повісті міститься також чимало цікавих фактів про 20-і роки на Буковині, зокрема той, коли українські гімназисти вночі вирвали з землі щойно посаджені, на честь об'єднання Буковини з Румунією, дубки. За це багато з них були виключені з гімназії:
Директор відкашлюється, стає перед учнів. (Дарка бачить його обличчя тільки до очей) і каже голосом, якого вживають до промов над могилою заслужених, але ненависних людей:
– Цієї ночі чиясь злочинна рука допустилася нікчемного, кари-гідного вчинку. Хтось зрубав попри сам пень дуб, який ми вчора спільно посадили, як символ вічної злуки Буковини з Румунією. Є певні підозріння, що цього ганебного, нікчемного, каригідного вчинку допустився хтось з учнів цього закладу!!!

Дарка ховає лице в долоні. Їй здається, що румуни були б у праві повести її на шибеницю за сам цей радісний вогник, яким спалахнули її очі від тієї вістки. Директор пригадує свою останню перестрогу і погрозу. Він закликує винуватця добровільно признатись, бо тільки ця єдина обставина може врятувати обидві гімназії перед їх розпуском. Тому обидві, бо обидві вони користались городом, де був дубок. В аулі тихо-тихо.
Тоді ж розпочав свій творчий шлях Орест Масикевич — згодом найвідоміший із українських поетів Румунії.
Одним з видатних тогочасних випускників закладу був Пауль Целан, ім'я якого оточене в історії літератури ореолом немеркнучої поетичної легенди. Він — «принц новітньої поезії», «князь метафор», «таємний король німецької лірики», — як писала про нього критика. Впродовж 1918—1940 та 1941—1944 років — міністерству освіти Румунії та XIV Окружному шкільному інспекторату.

### Радянський період
З приходом радянської влади на Буковину у 1940 році на місці ліцею Великого воєводи Міхая була організована українська загальноосвітня середня школа. Але війна нагло обірвала формування нової системи освіти на Буковині. По справжньому розгорнулася робота після звільнення області від фашистських загарбників. Проте українську школу з її рідних гімназійних стін було перенесено в приміщення промислової (ремісничої) школи (тепер ЗОШ № 4), а в споруді гімназії була організована російська школа. Українська школа № 23 тіснилася в приміщенні промислової школи разом з єврейською гімназією. Національно налаштована громадськість міста неодноразово зверталася до радянських органів з проханням повернути українську школу в рідні стіни. І тільки приїзд канадської делегації, серед яких були випускники гімназії, в 1963 році змусив органи влади повернути загальноосвітню середню школу № 23 в рідні пенати — стіни першої української гімназії в Чернівцях.
Директори навчального закладу в Радянський час:
- Г. С. Орелецький (1944—1949)
- В. С. Тимошенко (1949—1962)
- А. С. Іона (1962—1974)
- М. Ю. Дрозд (1974—1977)
- Л. А. Присяжнюк (1977—1984)[6]

## Випускники школи
- Брати Руснаки — музиканти і співаки
- Ірина Вільде — письменниця, перший лауреат Шевченківської премії на Буковині
- Орест Масикевич — художник
- Дмитро Загул — поет
- Мирон Кордуба — викладач гімназії
- Пауль Целан — німецькомовний поет
- Драбик Денис Євгенович, випускник 1930 р., один із перших Заслужених вчителів на Буковині
- Григорій Орелецький — перший повоєнний директор
- Корній Товстюк, один із перших академіків на Буковині, професор Львівського політехнічного інституту
- Ярослав Крилюк — професор, викладач університетів США, Великої Британії
- Ростислав Григорчук — професор, викладач університетів США, Великої Британії
- Федів Олександр Іванович — професор, завкафедрою терапії БДМУ
- Пашковський Валерій Мелетійович — професор, завкафедрою психіатрії БДМУ
- Саутін Юрій Юрійович — професор НДІ молекулярної біології (м. Київ).
- Проданчук Микола Георгійович — директор НДІ екогігієни і токсикології ім. Л. І. Медведя МОЗ України (м. Київ)
- Савчук Володимир Йосипович — доцент НДІ урології (м. Київ)
- Нікорич Володимир Миколайович — доцент кафедри ґрунтознавства біофаку ЧНУ
- Печенюк Ірина Валентинівна — професор НДІ онкології (м. Москва).
- Пустовіт Юрій Митрофанович — професор хімії  Інституту органічної хімії (м. Київ)
- Тарас Унгурян — член спілки письменників України
- Андрій Шкурган — соліст Варшавської опери
- Вадим Коваль — поет
- Марта Костюк — оперна співачка
- Скаб Мар'ян Стефанович — професор, викладач філологічного факультету ЧНУ
- Павлюк Віктор Ігорович — громадський діяч, колишній мер міста Чернівці[1]
- Колесник Наталія Степанівна — професор, завідувач кафедри Історії та культури української мови ЧНУ

## Сучасність

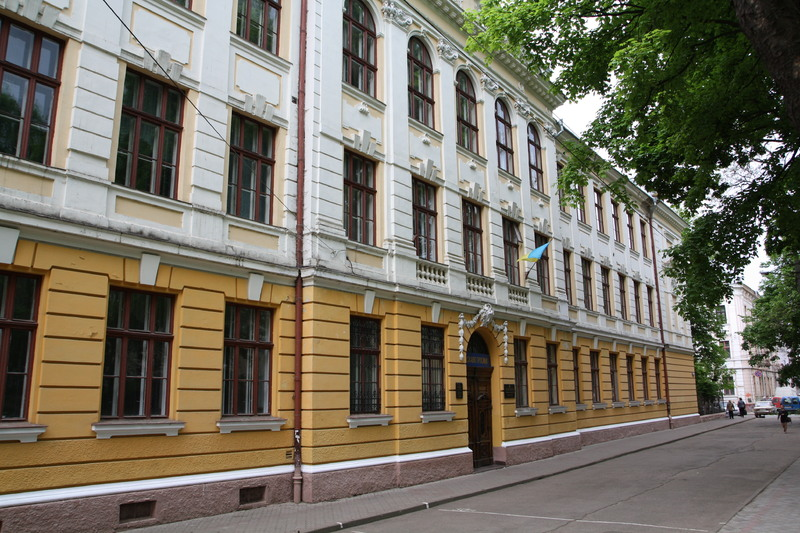
Чернівецька гімназія № 5, 2017 рік

У 1996 році середня загальноосвітня школа № 23 реорганізована в Чернівецький середній загальноосвітній колегіум під патронажем Національного університету «Києво-Могилянська Академія».
З 1999 року — Чернівецька гімназія № 5.
З 2021 року, із набранням чинності законів про освіту та про повну загальну середню освіту, гімназію № 5 реорганізовано у Чернівецький ліцей № 5 «Оріяна» Чернівецької міської ради
За час свого існування від 1896 року викладачі цього закладу виховують свідомих українців. Гімназія відіграла велику роль в розвитку духовного життя буковинських українців, стимулювала важливий процес формування інтелігенції України.
Директори навчального закладу: Л. А. Присяжнюк (1993—2000), Л. І. Юзефович (1984—1993), Т. Г. Мінакова (2000—2021), Г. Й. Абрам'юк (з 2021- дотепер)

### Науково-методична робота
Науково-методична робота гімназії спрямована на реалізацію освітньо-виховної мети «Створення оптимальних психолого-педагогічних умов для розвитку і самореалізації особистості вчителів та учнів».
Є необхідні умови для її реалізації: становлення особистісно-орієнтованого підходу до розвитку, навчання і виховання дітей, оновлення змісту освіти, впровадження нових освітніх технологій, удосконалення системи демократичного управління навчальним закладом. Фактори, які сприяють реалізації освітньо-виховної мети: удосконалення науково-теоретичної, методичної та психолого-педагогічної підготовки вчителів.
Центром науково-методичної роботи гімназії є методичний кабінет, який визнано «зразковим» за підсумками обласного конкурсу методичних кабінетів (2003—2004н.р.).

### Профільне навчання в гімназії, інформація про педагогічний колектив
Чернівецький ліцей № 5 «Оріяна» — багатопрофільний загальноосвітній навчальний заклад I—III ступенів, що здійснює гуманітарну, суспільно-гуманітарну, гуманітарно-природничу та культурно-естетичну підготовку талановитої учнівської молоді міста.